# Університет Цинциннаті
Університет Цинциннаті, Цинциннатський університет (англ. University of Cincinnati) — державний університет в Цинциннаті, науково-дослідна установа, в штаті США Огайо, і частина університетської системи штату Огайо. Він є найстарішим вищим навчальним закладом в Цинциннаті.

## Історія

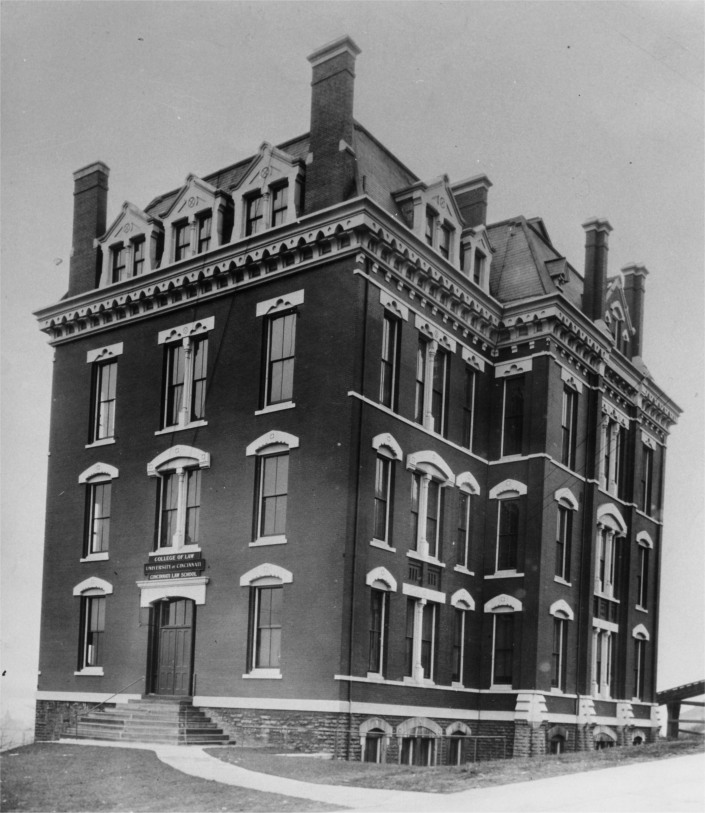
Другий будинок Університету Цинциннаті в 1874 році

Заснований в 1819 році, як коледж Цинциннаті і медичний коледж штату Огайо. Місцевий благодійник доктор Даніель Дрейк заснував і фінансував медичний коледж штату Огайо. Вільям Літл пожертвував землю, фінансував Цинциннаті коледж та юридичний коледж, і працював як перший його президент. Коледж існував шість років, бо фінансові труднощі змусили його закрити. У 1835 р. Даніель Дрейк відновив інститут, який врешті з'єднали з юридичною школою Цинциннаті.
У 1858 р. Чарльз МакМікен помер від запалення легенів, і згідно його волі, він виділив $1 млн місту Цинциннаті на заснування університету. Розбудова Університету Цинциннаті була підтримана законодавчим органом штату Огайо в 1870 р.. Рада університету затвердила назву установи — Університет Цинциннаті.
До 1893 р. університет розширив межі свого основного місця на Кліфтон-авеню й перемістився у своє нинішнє місце. Оскільки університет розширився, об'єднано інститут з Юридичною школою Цинциннаті. У 1896 р. медичний коледж Огайо приєднали до Маямі медичного коледжу, щоб сформувати Огайо-Маямі медичний факультет Університету Цинциннаті в 1909 р.. Університет створив педінститут в 1905 р. і в 1906 р. аспірантуру в коледжі мистецтв і наук.
У 1962 р. Цинциннаті Коледж-консерваторія була придбана університетом. Законодавча влада штату Огайо в м. Колумбусі оголосила університет муніципальним в 1968 р.. Університет Цинциннаті тоді був другим найстарішим і другим за величиною муніципальним університетом в Сполучених Штатах. А згідно акту законодавчого органу Університет Цинциннаті став державною установою в 1977 році.
У 1989 р. президент даного закладу Джозеф Штегер сприяв впровадженню плану. І університет інвестував близько $2 млрд в спорудження кампусу, в рекреаційний центр, реконструкцію й розширення, будівництво кількох будинків університетського містечка тощо.
Після інавгурації в 2005 р. президент цього закладу Ненсі Зімфер розробила план, покликаний переглянути в Цинциннаті роль міського дослідного університету, покласти в основу гуманітарну освіту, збільшити фінансування на наукові дослідження тощо.
У 2009 р. Грегорі Вільямс був названий 27-м президентом Університету Цинциннаті. Він збільшив вплив установи в Огайо, щоб конкурувати з приватними й спеціалізованими державними установами, такими як державний Університет штату Огайо.
В цьому університеті навчається понад 40000 студентів, що робить його другим за величиною університетом в Огайо, одним з 50 найбільших університетів Сполучених Штатів Америки. В опитуванні 2010 р. «Times Higher Education» (Велика Британія), університет посів чільне місце у топ-100 університетів Північної Америки, став одним з 200 найкращих у світі. З 2011 р. видання США «US News & World Report» у рейтингу став «найкращим коледжем», де університет Цинциннаті був оцінений як «Tier One» університет, займаючи місце серед найкращих державних вищих навчальних закладів рейтингу 2015 р..

## Структура

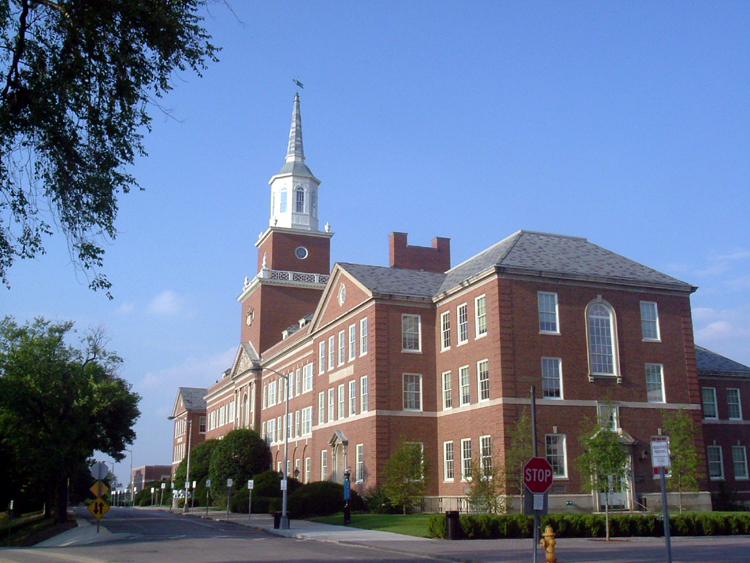
споруда Мак-Мікен коледжу

- Юридичний факультет (другий найстаріший безперервно існуючий у Сполучених Штатах)
- Факультет педагогіки (включно з освітою щодо кримінального правосуддя та соціальних служб)
- Факультет соціальної роботи
- Факультети медицини й фармації
- Факультет економіки
- Факультет мистецтв і наук (Мак-Мікен коледж мистецтв і наук)
- Факультет музики (Коледж-консерваторія музики Цинциннаті)
- Аспірантура
- Інжиніринг
- Прикладні науки
- Науки про здоров'я
- Дизайн, Мистецтво архітектури й планування
- Клермонт коледж в Батавії
- Раймонд Уолтерс коледж